# Racine pivotante

Le radicule s'enfonce à la verticale et se développe en racine pivot (B). Il arrive fréquemment que le système racinaire pivotant évolue, des racines adventives émergeant de la partie supérieure du pivot qui régresse, ce qui aboutit à un système racinaire adventif (A).

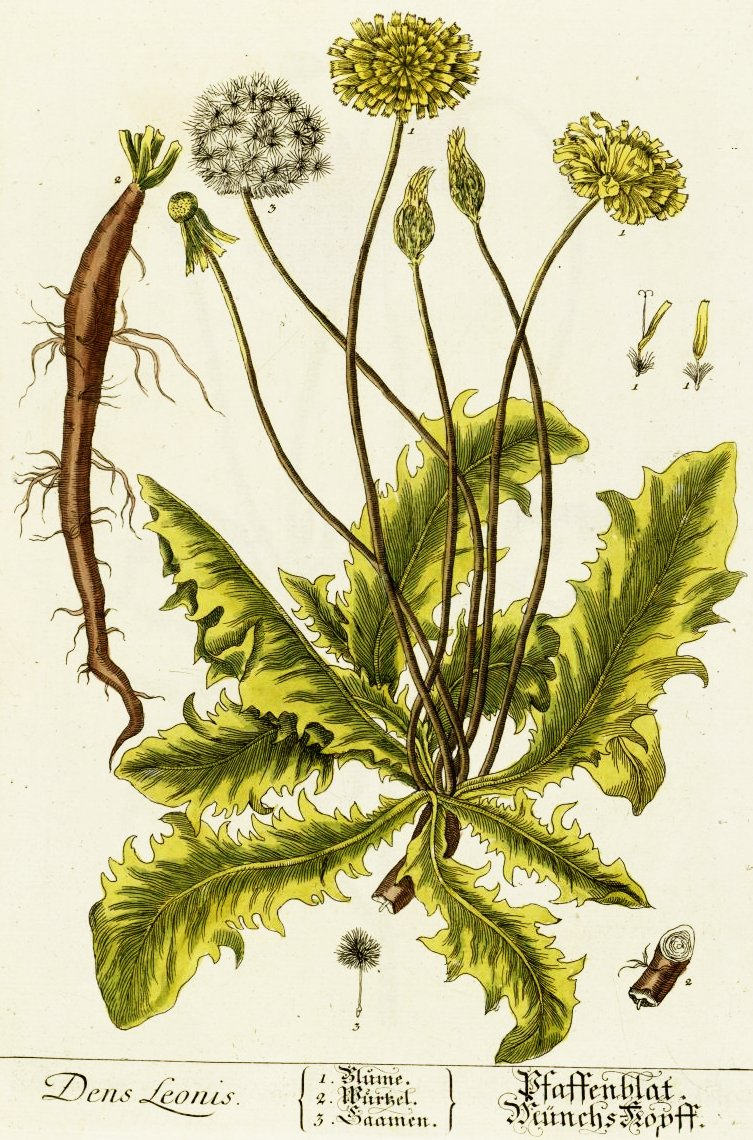
Planche botanique de pissenlit avec sa racine pivotante.

Une racine pivotante est une racine de plante relativement droite et fuselée à orthogravitropisme positif. Elle forme un pôle à partir duquel d'autres racines poussent latéralement.
Les plantes avec des racines pivotantes sont difficiles à déraciner et à transplanter. Leur système racinaire pivotant diffère du système racinaire fasciculé et traçant.

## Description
Beaucoup de plantes (le clade entier des eudicotylédones) commencent leur croissance par une racine pivotante. Elle peut persister toute la vie de la plante (elle est alors issue de la radicule qui poursuit sa croissance), mais est le plus souvent progressivement remplacée par un système racinaire fasciculé.
La forme des racines pivotantes est variable, mais les formes typiques sont :
- Racine conique : racine tubérisée de carotte par exemple ;
- Racine fusiforme : racine de radis par exemple ;
- Racines napiforme : racine de navet par exemple.

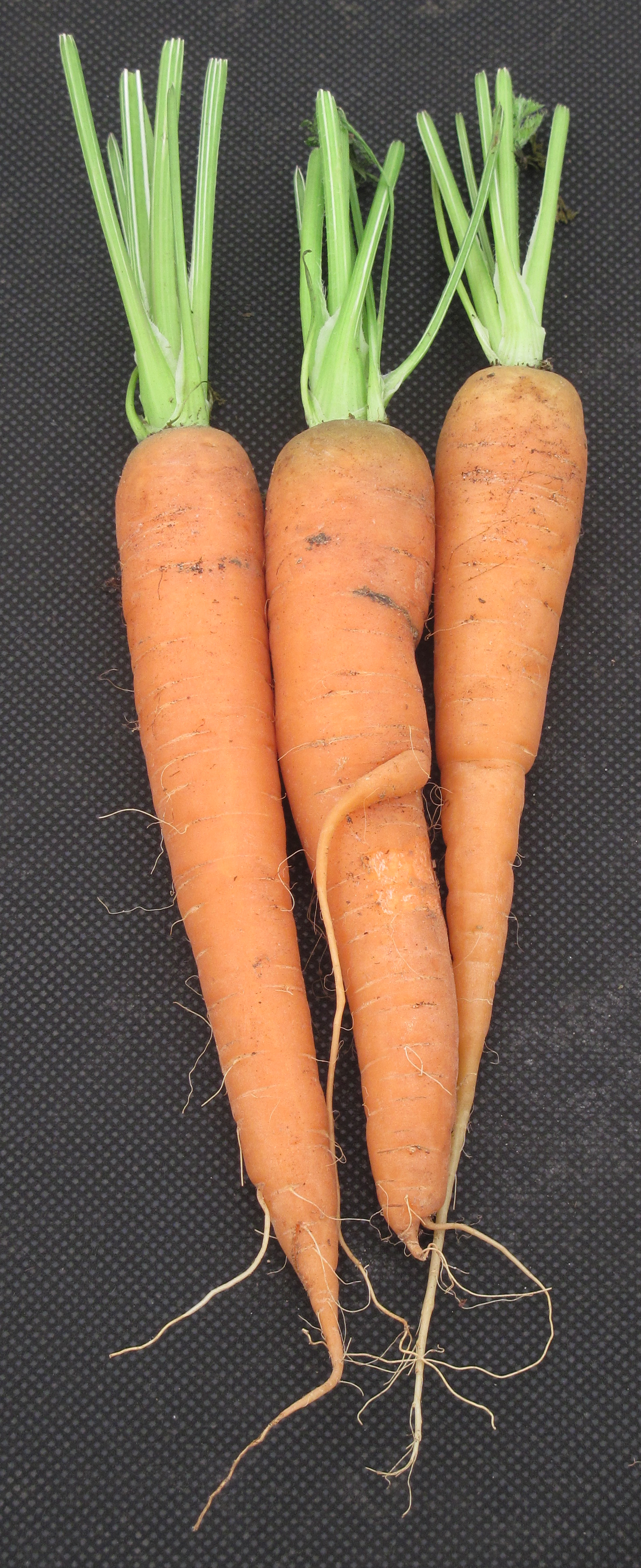
Racine conique
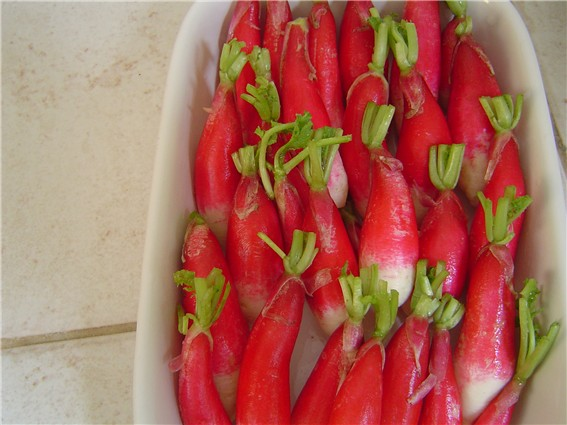
fusiforme
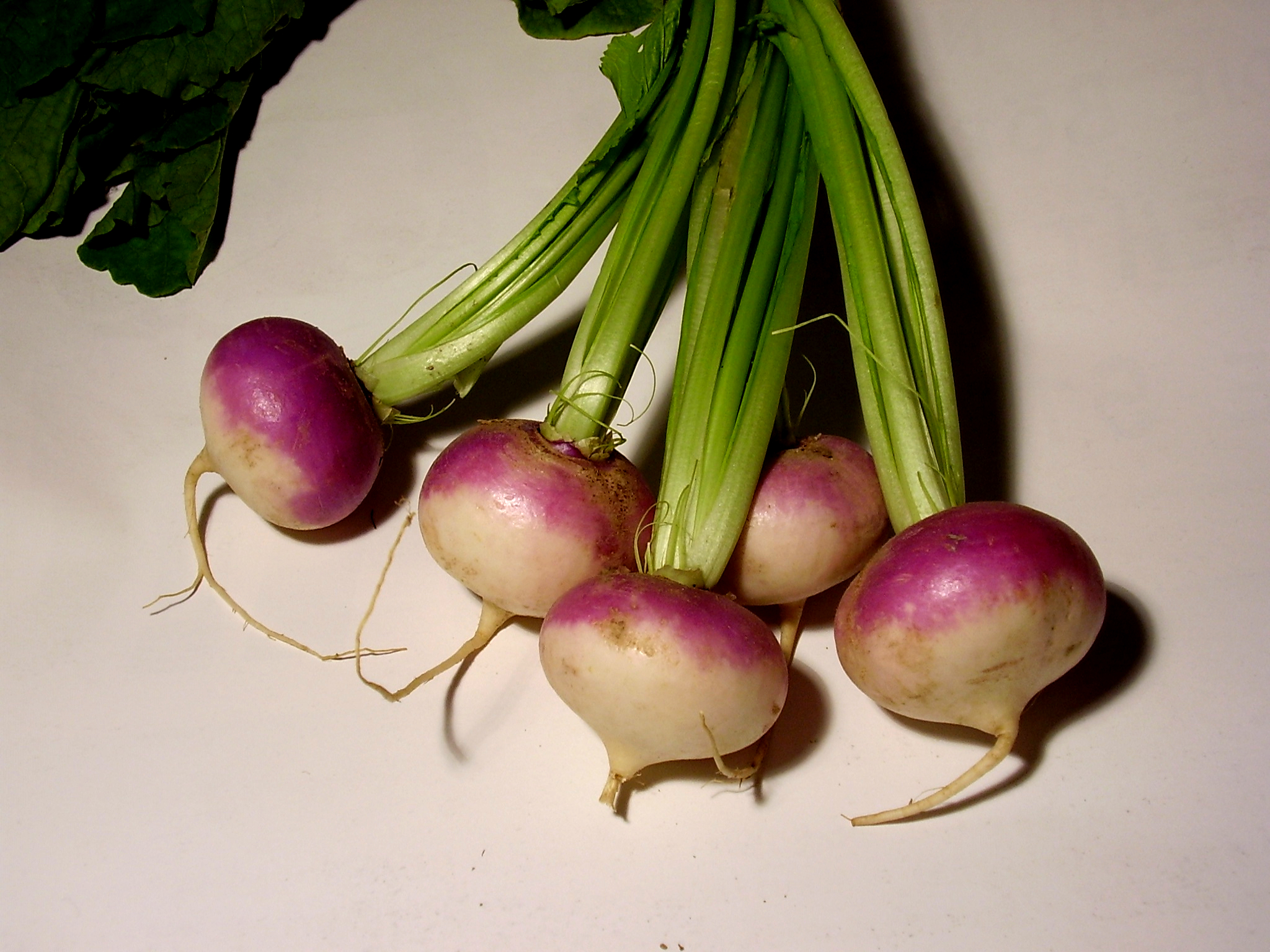
napiforme

Beaucoup de racines pivotantes sont modifiées en organe de réserve.

## Illustrations

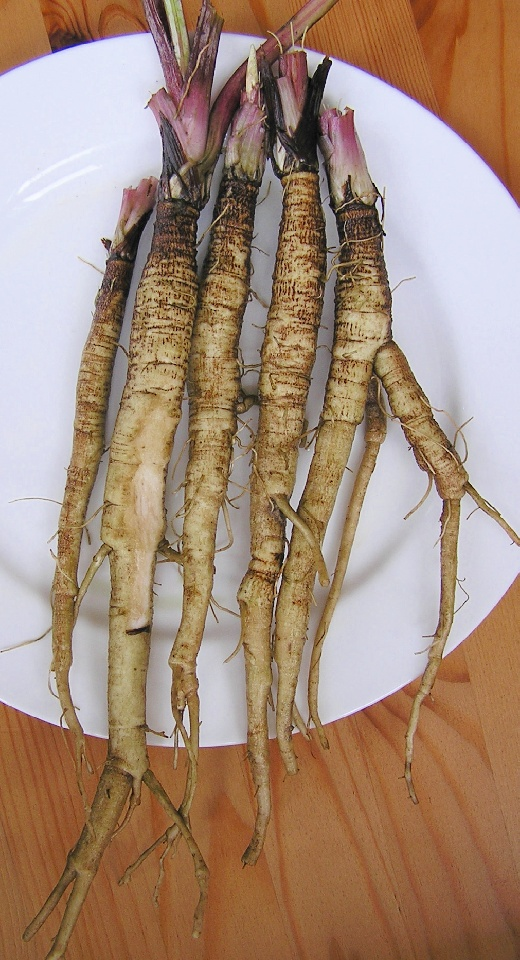
Racine pivotante d'Apium graveolens
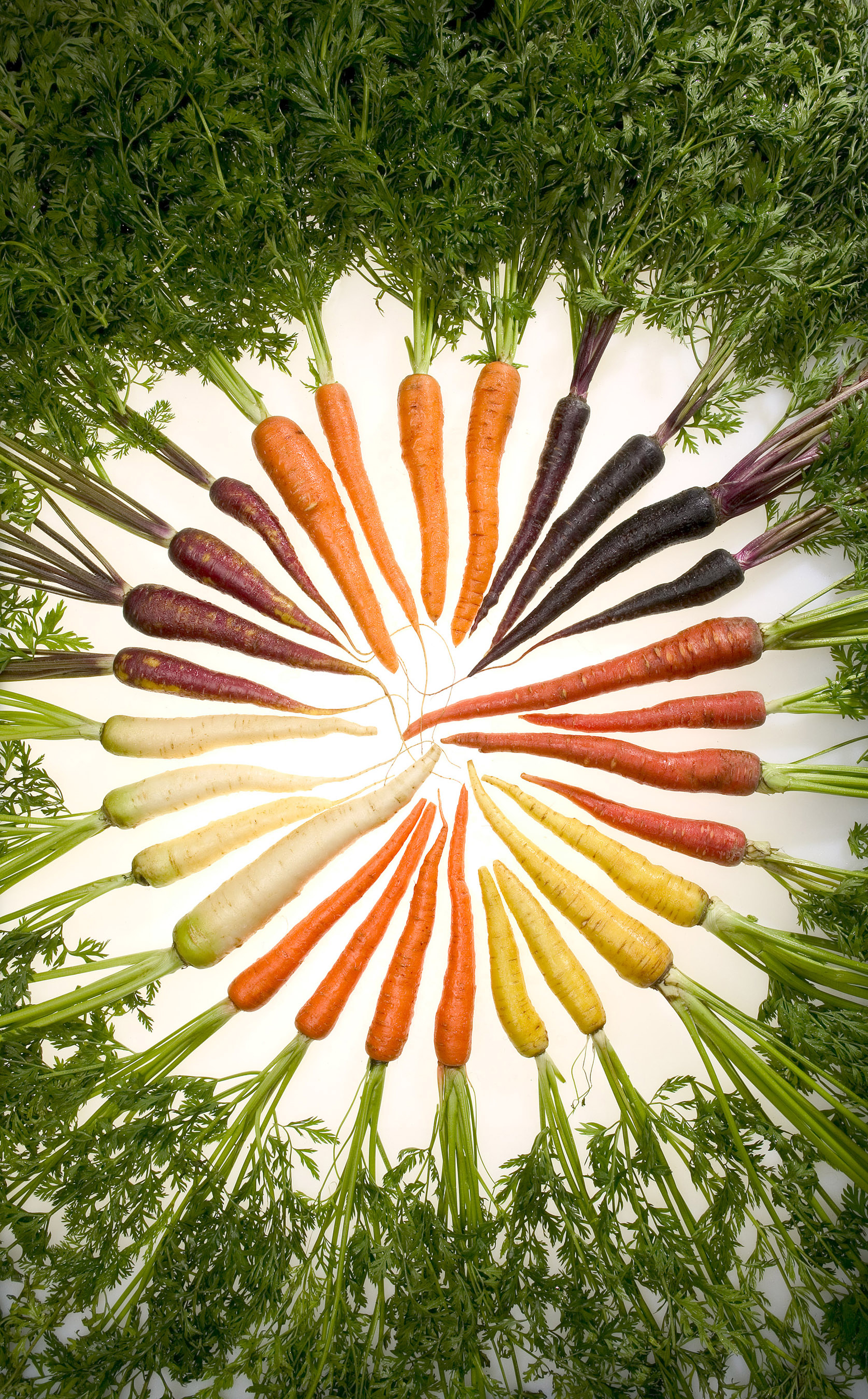
Racines pivotantes de carotte
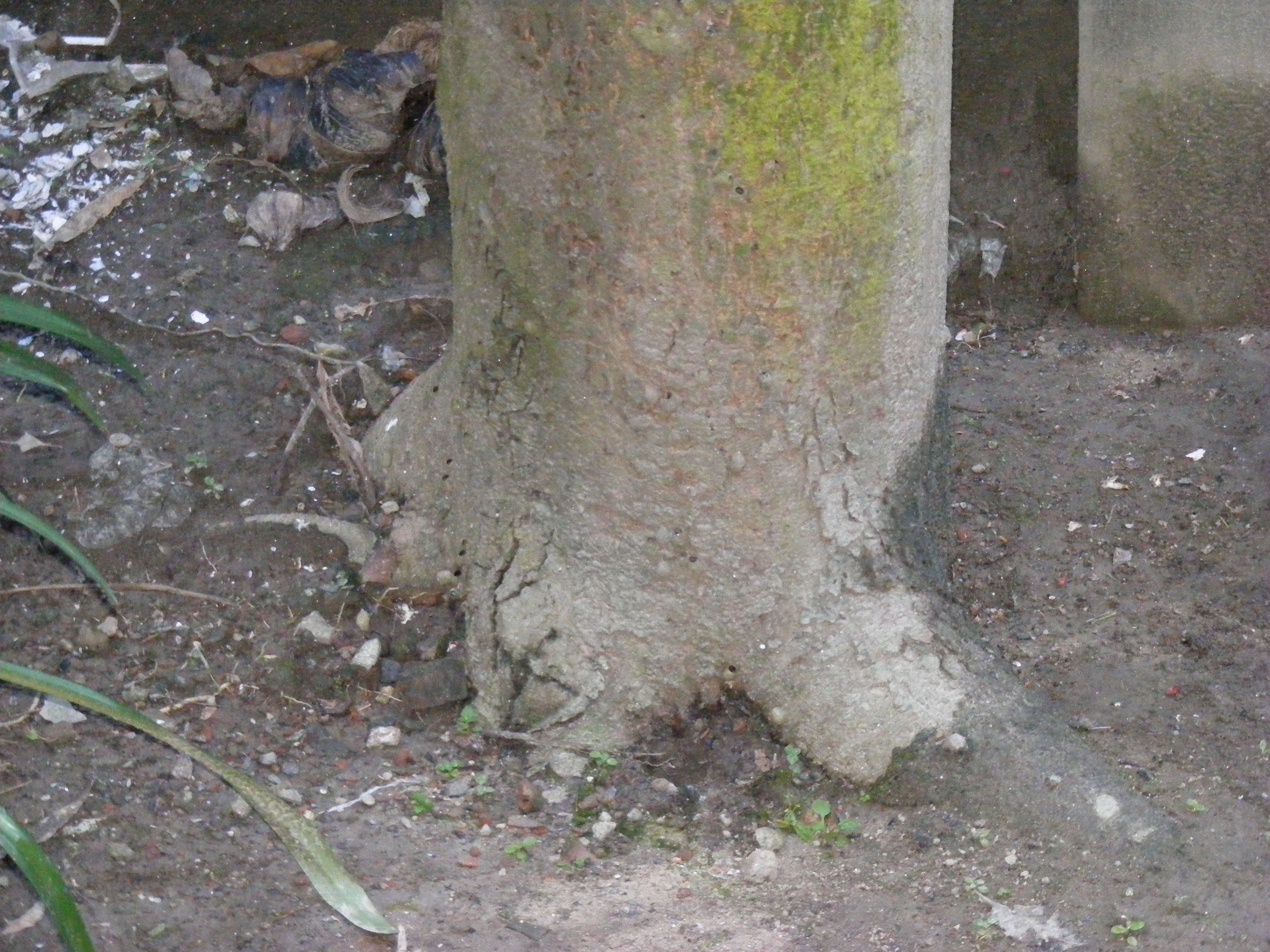
Racine pivotante de manguier